# ترابيست-1h
ترابيست-1 إتش (بالإنجليزية: TRAPPIST-1h)‏ هو كوكب خارج المجموعة الشمسية، في كوكبة الدلو، يدور حول النجم القزم فائق البرودة ترابيست-1، تبلغ فترته المدارية 20 يوم.

## الاكتشاف
اكتشف في 2017، وكانت طريقة الاكتشاف عبور فلكي.

## النظام الكوكبي
| رفيق (بترتيب النجوم) | كتلة                    | نصف محور (AU)                    | الفترة المدارية (يوم) | انحراف    | ميلان         | نق                |
| -------------------- | ----------------------- | -------------------------------- | --------------------- | --------- | ------------- | ----------------- |
| ترابيست-1 إتش        | غير معروف (محتمل <1) م⊕ | 0.063+0.027 −0.013 (~9.4 mln km) | 20+15 −6              | غير معروف | 89.80 ± 0.07° | 0.755 ± 0.034 أر⊕ |